# SACLOS
SACLOS (acronimo di Semi-Automatic Command to Line Of Sight) è un metodo di guida missilistica di seconda generazione. Nel SACLOS, l'operatore deve continuamente puntare un dispositivo di vista ad un bersaglio mentre il missile è in volo. L'elettronica nel sistema di puntamento e/o nel missile guida il missile al suo obiettivo.
Ci sono due modalità con cui il SACLOS funziona: filo o radio guidato e Beam-riding.

## SACLOS filo e radio guidato
Il dispositivo di puntamento può calcolare la differenza angolare dalla posizione del missile alla posizione dell'obiettivo. Può fornire istruzioni elettroniche al missile che correggono il suo percorso di volo così che percorra una linea retta dal dispositivo di puntamento all'obiettivo.
Queste istruzioni vengono spedite sia via radio che via filo. I collegamenti radio hanno lo svantaggio che possono essere disturbati, d'altronde i collegamenti via filo hanno lo svantaggio di essere limitati dalla lunghezza del filo.

## SACLOS Beam-riding
Con i SACLOS Beam-riding, il dispositivo di puntamento emette un segnale direzionale che illumina l'obiettivo. Un sensore sul missile punta a quel segnale riflesso dall'obiettivo, oppure sulla coda del missile, punta al fascio dall'emettitore. L'elettronica sul missile lo mantiene centrato sul fascio.
Il radar era la più comune forma di segnali SACLOS nei primi sistemi, in quanto, nei ruoli aria-aria il bersaglio viene solitamente colpito da un segnale radar in ogni caso. Comunque, un missile guidato a fascio luminoso vola diretto al bersaglio, il che è solitamente inefficiente per un bersaglio ad alta velocità come un aeromobile. Per questa ragione, la maggior parte dei missili anti-aerei seguono la loro propria strada all'obiettivo e non 'cavalcano' un fascio luminoso.
Un uso più moderno del beam-riding utilizza un illuminatore laser puntato dall'operatore. Questo illumina il bersaglio e la testa del missile ha un sensore per la frequenza della luce emessa dal laser e può guidarsi da solo all'obiettivo.

## Esempi di missili guidati di tipo SACLOS
- SACLOS filo guidati: BGM-71 TOW, MILAN
- SACLOS radio guidati: ASM-N-2 Bat, 9K33 'Osa' (SA-8 'Gecko')
- SACLOS laser guidati: Kornet, Starstreak